# سحاين سولبرغ
سحاين سولبرغ هو ممثل كندي، ولد في 2 فبراير 1984 بليثبريدج في كندا.

## أعمال

### أفلام
- (2003) العميل كودي بانكس[1]

### مسلسلات
- كايل إكس واي

## وصلات خارجية
- سحاين سولبرغ على موقع IMDb (الإنجليزية)
- سحاين سولبرغ على موقع ألو سيني (الفرنسية)
- سحاين سولبرغ على موقع أول موفي (الإنجليزية)
- سحاين سولبرغ على موقع قاعدة بيانات الأفلام السويدية (السويدية)
- سحاين سولبرغ على موقع قاعدة بيانات الفيلم (الإنجليزية)
- سحاين سولبرغ على موقع كينوبويسك (الروسية)